# Jens Bille

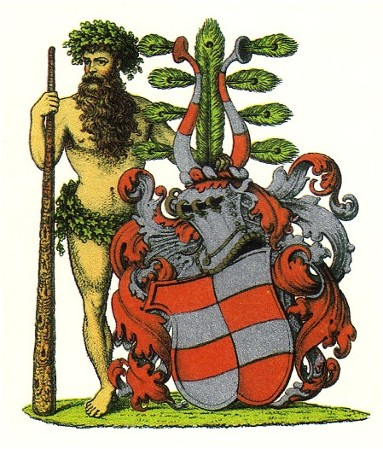
Ätten Billes vapen såsom det avbildas i Danmarks Adels Aarbog 1890.

Jens Bille (eller Bilde) född 26 januari 1531, död 28 april 1575 var son till Claus Bille 1490-1558 och Lisbeth Ulfstand död 1540. Jens Bille blev 1560 ståthållare på Gotland och återvände till fädernesgården Ljungsgård 1570. År 1571 lät han uppföra gården Billesholm på några holmar omgivna av en vallgrav. Detta blev Billes-Holmar som sedan givit namn åt orten Billesholm. Jens Billes hustru hette Karen Bille, död 1598. Jens och Karen hade två söner och efter Jens död, företogs inget skifte utan fru Karen satt i orubbat bo på Billesholm. Det blev yngste sonen Steen Jensen Bille 1565-1629, som sedermera fick överta gården. Efter Steen fick Steens son med samma namn som sin farfar, överta gården och han blev den sista i släkten Bille, på Billesholm.